# Chalara cylindrica
Chalara cylindrica är en svampart som beskrevs av P. Karst. 1887. Chalara cylindrica ingår i släktet Chalara, divisionen sporsäcksvampar och riket svampar.   Inga underarter finns listade i Catalogue of Life.